# Список умерших в 792 году

## Июль
- 20 июля — Михаил Лаханодракон, византийский полководец, стратег фемы Фракисий и видный деятель иконоборчества.

## Август
- 12 августа — Янберт, 13-й архиепископ Кентерберийский (765—792).

## Сентябрь
- 14 сентября — Осред II, король Нортумбрии (788—790).

## Дата смерти неизвестна или требует уточнения
- Вэй Инъу, китайский поэт.
- Доннкорки, король гэльского королевства Дал Риада (781—792).
- Кинаэд мак Артгайл, король Коннахта (786—792).
- Филарет Милостивый, православный святой, византийский землевладелец из малоазийской провинции Пафлагонии.